# Franz Xaver von Baader
Franz Xaver von Baader (født 27. marts 1765, død 23. maj 1841) var en tysk filosof og teolog.
Som mange andre intellektuelle fra romantikken beskæftigede Baader sig med mange områder. Han var oprindeligt uddannet læge, men helligede sig snart minedrift og blev en fremtrædende del af det embedsværk, der styrede den bayerske minedrift. Han endte med at blive professor i spekulativ dogmatik i München.
I sine tanker var han først influeret af Kant, Fichte og Schelling, men blev efterhånden i lighed med den franske filosof Louis-Claude de Saint-Martin draget mod Jacob Böhmes mystik og udviklede, trods sit grundlæggende tilhørsforhold til den romersk-katolske kirke, en i dennes ånd fantasifuld, teosofisk skabelseslære.
Hans skriftlige udtryk er ofte svært forståelige; blandt de mest tilgængelige er Fermenta cognitionis (1822-25) og Vorlesungen über spekulative Dogmatik, men generelt er hans tanker mest forståelige i den udlægning, som hans elev, Franz Hoffman, giver i Spekulative Entwicklung der ewigen Selbsterzeugung Gottes (1835). Baaders samlede skrifter udkom i 16 bind 1851-60.